# 오타 다이시
오타 다이시(일본어: 大田 泰示, 1990년 6월 9일 ~ )는 일본의 프로 야구 선수이며, 현재 퍼시픽 리그인 요코하마 DeNA 베이스타스의 소속 선수(외야수)이다.

## 인물

### 프로 입단 전
히로시마현 미요시시에서 태어나 고등학교 시절 야구 선수이자 투수로 활약했던 아버지의 영향을 받아 초등학교 1학년 때에 소프트볼을 하는 것을 시작으로 6학년부터는 연식 야구 클럽인 ‘마쓰나가 양키스’(松永ヤンキース)에 소속되어 3루수 겸 투수로서 활약을 했다. 중학교 시절 가을에 열린 현 대회에서 우승한 경력이 있었고 3학년 때 야구 교실에 참가했을 당시 하라 다쓰노리에게서 강력한 타격 면을 칭찬 받으면서 이 날의 인연으로 하라 다쓰노리의 모교인 도카이 대학부속 사가미 고등학교에 진학을 했다.
1학년 봄부터 3루수로서 벤치에 들어갔고, 1학년 가을에는 4번, 2학년 가을부터 주장을 맡았다. 스케일이 큰 타격과 수비 능력, 리더십과 스타성을 가지고 있어 ‘다쓰노리 2세’(タツノリ2世), ‘가나가와의 지터’(神奈川のジーター)라는 애칭이 붙여지기도 했다. 그러나 팀은 3년 연속 현대회 결승에서 패배해 고교 시절 동안 고시엔 대회에 출전할 수 없었다. 제90회 전국 고등학교 야구 선수권 기타가나가와 대회 결승전에서는 대회 신기록이 되는 5홈런을 기록해 이 후 중간 계투로서 등판, 최고 속도인 147km/h를 기록했다. 고교 시절에는 통산 65개의 홈런을 기록했고 미국과 일본의 스카우터가 지켜보는 가운데 만루 홈런을 날리는 등(고교 통산 5개의 만루 홈런) 만루에서 강한 면을 보여주기도 했다.
애초에는 도카이 대학의 진학이 확실시 되었지만 히로시마 현에 상경했을 때에 히로시마 도요 카프와 한신 타이거스와의 경기를 관전한 것을 계기로 “화려한 프로의 세계에 도전하고 싶다”라고 느끼면서 마감일에 프로 입단을 지원했다. 이후 프로 야구 드래프트 회의에서는 요미우리 자이언츠와 후쿠오카 소프트뱅크 호크스로부터 1순위 지명을 받아 요미우리가 교섭권을 획득해 계약금 1억엔, 연봉 1,200만엔(추정)으로 계약을 맺어 정식으로 입단했다. 마쓰이 히데키의 메이저 리그 진출 후 영구 결번시 되던 등번호인 55번으로 배정받았고 기숙사에서는 마쓰이나 사카모토 하야토 등이 머물렀던 방에 입주했다.

### 프로 입단 후

#### 2009년
스프링 캠프에서 나카이 다이스케와 함께 하라 감독에게서 지도를 받아 타격 폼에 대한 지적을 받은 후 마쓰이 히데키의 타격 폼을 흉내낸 폼을 스스로 고안해 프리배팅에서 탁월한 약점 대처 능력을 보이기도 하였다. 3월 20일, 2군에서 시즌 개막을 보내 3번 타자 겸 3루수로 선발 출전해 펜스를 때리는 적시 2루타를 쳐내면서 2군 정규 경기에서 첫 타점을 기록하는 것을 포함하여 4월 24일에 가진 쇼난 시렉스전에서 첫 홈런을 기록했다. 게다가 4번· 3루수로서 선발 출전한 8월 4일의 도호쿠 라쿠텐 골든이글스전에서 2회에 대럴 래스너로부터 백 스크린 우측에 동점 솔로 홈런(11호), 8회의 2사 1루 상황에서 요시자키 마사루로부터 2점 홈런(12호)을 기록한 것과 프로에 입단 이후 처음으로 1경기 2홈런을 기록하였다. 2군에서는 타율 2할 3푼 8리, 17홈런, 56타점을 기록했다.
6월 17일에는 프로 데뷔 후 처음으로 1군에 등록, 6월 21일 도쿄 돔에서 열린 지바 롯데 마린스와의 경기에서 마쓰모토 데쓰야의 대타로 나섰으나 헛스윙 삼진으로 물러나는 등 기대 이하의 성적을 남겼다.

#### 2010년
2군에서는 101경기에 출전하면서 타율 2할 6푼 5리와 21홈런, 70타점을 기록하면서 홈런과 타점 부문에서 리그 2위의 성적을 남겼지만 1군에서는 2경기에만 출전했다. 10월 23일부터 타이완에서 개최된 제17회 IBAF 인터컨티넨탈 컵의 일본 국가대표팀 선수로 발탁되었다.

#### 2011년
5월 18일의 도호쿠 라쿠텐 골든이글스전에서는 만루 상황에서 결승 2점 적시타를 때려냈는데 이 안타는 데뷔 후 첫 안타가 되었다. 그러나 기대 이하의 수비 플레이가 계속되면서 결국 2군에 떨어졌고 이후 2군에서는 중견수로서 출전했다. 홈런은 6개로 크게 줄었지만 도루 개수는 2군에서의 2위에 해당되는 28개를 기록했다.

## 플레이 스타일
50m 달리기에서는 6초 대를 주파할 정도의 강한 어깨와 높은 신체 능력을 가지고 있다.

## 개인 기록
- 첫 출장: 2009년 6월 21일, 대 지바 롯데 마린스 4차전(도쿄 돔)
- 첫 타석: 상동.
- 첫 선발 출장: 2010년 6월 12일, 대 후쿠오카 소프트뱅크 호크스 3차전(후쿠오카 Yahoo! JAPAN 돔)
- 첫 안타·첫 타점: 2011년 5월 18일, 대 도호쿠 라쿠텐 골든이글스 2차전(일본 제지 클리넥스 스타디움 미야기)

## 등번호
- 55(2009년 ~ 2013년)
- 44(2014년 ~ 2016년)
- 33(2017년 ~)

## 통산 성적

### 연도별 타격 성적
| 연도      | 소속      | 경 기 | 타 석 | 타 수 | 득 점 | 안 타 | 2 루 타 | 3 루 타 | 홈 런 | 루 타 | 타 점 | 도 루 | 도루 실패 | 희생 번트 | 희생 플라이 | 볼 넷 | 고의 사구 | 死 구 | 삼 진 | 병 살 타 | 타 율 | 출 루 율 | 장 타 율 | O P S |
| --------- | --------- | ----- | ----- | ----- | ----- | ----- | ------- | ------- | ----- | ----- | ----- | ----- | --------- | --------- | ----------- | ----- | --------- | ----- | ----- | -------- | ----- | -------- | -------- | ----- |
| 2009년    | 요미우리  | 3     | 1     | 1     | 0     | 0     | 0       | 0       | 0     | 0     | 0     | 0     | 0         | 0         | 0           | 0     | 0         | 0     | 1     | 0        | .000  | .000     | .000     | .000  |
| 2010년    | 요미우리  | 2     | 6     | 6     | 0     | 0     | 0       | 0       | 0     | 0     | 0     | 0     | 0         | 0         | 0           | 0     | 0         | 0     | 1     | 0        | .000  | .000     | .000     | .000  |
| 2011년    | 요미우리  | 12    | 28    | 26    | 4     | 4     | 1       | 0       | 0     | 5     | 3     | 0     | 0         | 1         | 1           | 0     | 0         | 0     | 9     | 0        | .154  | .148     | .192     | .340  |
| 2012년    | 요미우리  | 21    | 70    | 63    | 9     | 16    | 4       | 1       | 2     | 28    | 7     | 3     | 2         | 0         | 0           | 7     | 0         | 0     | 15    | 3        | .254  | .329     | .444     | .773  |
| 통산: 4년 | 통산: 4년 | 38    | 105   | 96    | 13    | 20    | 5       | 1       | 2     | 33    | 10    | 3     | 2         | 1         | 1           | 7     | 0         | 0     | 26    | 3        | .208  | .260     | .344     | .604  |

- 2012년 기준.